# Kai (album)
Kai – remix-album japońskiej grupy Dir En Grey wydany w 2001. Zawiera remiksy stworzone przez członków grupy i innych artystów.

## Lista utworów
1. "Hydra Buzzout Mix" (6:08) – Munenori Takada & Ayumi Yasui
2. "Rasetsukoku Za Downtown Funkmaster Remix" (6:23) – Bananaice
3. "Taiyou no Ao -Mix®-" (4:21) – Toshiya
4. "304 Goushitsu, Hakushi no Sakura Sub Dub Mix" (6:54) – DJ Chan-K
5. "Ain't Afraid to Die ~With Frosted Ambience~" (5:47) – Die
6. "egniryS cimredopyH  +)   An Injection PCM Re-Constructed Attack" (6:37) – Phab Com Masters
7. "Macabre -Sanagi no Yume wa Ageha no Hane- Tears of Scorpion Mix" (6:25) – Munenori Takada & Shuichi Ikebuchi
8. "Myaku [8½ Convert]" (4:24) – Kaoru
9. "Wake Susumu Yokota Remix" (3:35) – Susumu Yokota
10. "Ain't Afraid to Die Irrésistible Mix" (6:14) – Shinya
11. "Raison Detre Nanago Mix" (5:46) – DJ Chan-K
12. "[KR] Cube -K.K. Vomit Mix-" (2:30) – Kyo
13. "Hotarubi The Name Of The Rose Mix" (6:11) – Issay